# La Grange (condado de Monroe, Wisconsin)
La Grange es un pueblo ubicado en el condado de Monroe en el estado estadounidense de Wisconsin. En el Censo de 2010 tenía una población de 2007 habitantes y una densidad poblacional de 24,74 personas por km².

## Geografía
La Grange se encuentra ubicado en las coordenadas 44°2′18″N 90°28′43″O / 44.03833, -90.47861. Según la Oficina del Censo de los Estados Unidos, La Grange tiene una superficie total de 81.13 km², de la cual 77.06 km² corresponden a tierra firme y (5.01%) 4.07 km² es agua.

## Demografía
Según el censo de 2010, había 2007 personas residiendo en La Grange. La densidad de población era de 24,74 hab./km². De los 2007 habitantes, La Grange estaba compuesto por el 94.02% blancos, el 1.15% eran afroamericanos, el 3.09% eran amerindios, el 0.4% eran asiáticos, el 0% eran isleños del Pacífico, el 0.1% eran de otras razas y el 1.25% pertenecían a dos o más razas. Del total de la población el 1.35% eran hispanos o latinos de cualquier raza.